# 서울남부청소년비행예방센터
서울남부청소년비행예방센터 또는 서울남부청소년꿈키움센터는 지역사회 청소년의 비행을 예방하고 이들의 건전한 성장을 도모하기 위하여 설립된 대한민국 법무부 서울소년분류심사원 소속기관으로 서울남부청소년비행예방센터장(5급)은 보호사무관으로 보한다. 서울특별시 관악구 청룡1길 2에 위치하고 있다.

## 연혁
- 2012년 6월 8일 서울남부대안교육센터 개청[1]